# Ільчигулово (Учалинський район)
Ільчигу́лово (рос. Ильчигулово, башк. Илсеғол) — присілок (колишнє село) у складі Учалинського району Башкортостану, Росія. Адміністративний центр Ільчигуловської сільської ради.
Населення — 242 особи (2010; 239 в 2002).
Національний склад:
- башкири — 100%

## Видатні уродженці
- Кільядиярова Флюра Ахметшеївна — оперна співачка.